# Théorie de l'interaction (cognition sociale)
 (signalé en juillet 2025).
Si vous disposez d'ouvrages ou d'articles de référence ou si vous connaissez des sites web de qualité traitant du thème abordé ici, merci de compléter l'article en donnant les références utiles à sa vérifiabilité et en les liant à la section « Notes et références ».
- Archive Wikiwix
- Bing
- Cairn
- DuckDuckGo
- E. Universalis
- Gallica
- Google
- G. Books
- G. News
- G. Scholar
- Persée
- Qwant
- (zh) Baidu
- (ru) Yandex
- (wd) trouver des œuvres sur Wikidata

 (mai 2023).
La théorie de l'interaction (IT, "interaction theory") est une approche présentée dans le champ de la cognition sociale qui se concentre, au sein des relations interpersonnelles, sur les comportements corporels et les contextes environnementaux plutôt que sur les processus mentaux. IT s'oppose à deux autres approches contemporaines de la cognition sociale (ou de ce qu'on appelle parfois ), à savoir la « théorie de l'esprit » ou theory theory (TT) et la théorie de la simulation (ST). Pour TT et ST, la principale façon de comprendre les autres s'opère au moyen de la « lecture de l'esprit » ou de la « mentalisation » des processus qui dépendent soit de l'inférence théorique de la psychologie populaire, soit de la simulation. En revanche, pour IT, l'esprit des autres est principalement compris à travers nos relations interactives incarnées. L'IT s'appuie sur des études interdisciplinaires et fait appel à des preuves développées en psychologie du développement, en phénoménologie et en neurosciences.